# 凯凯塔苏瓦克

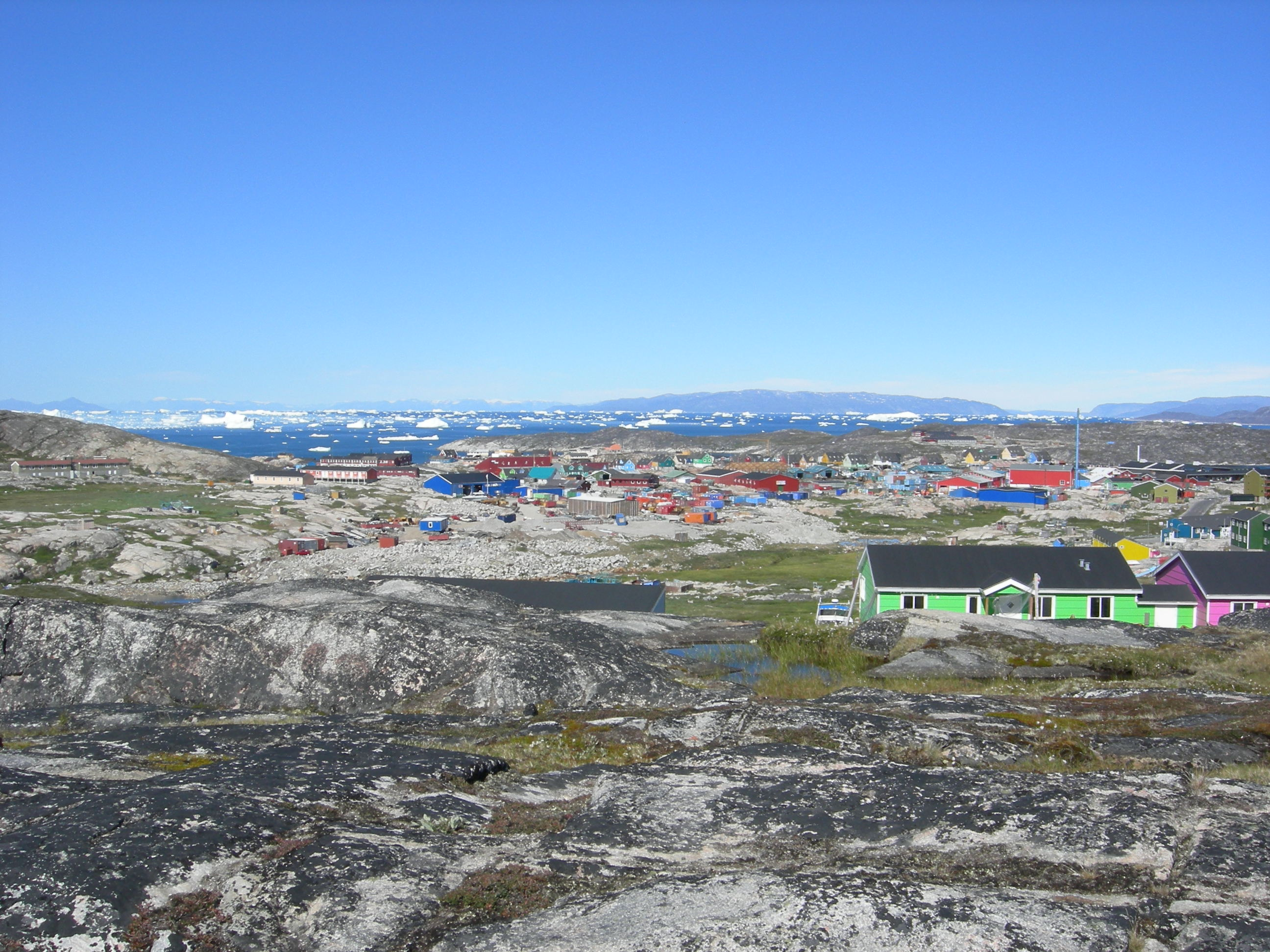
凯凯塔苏瓦克

凯凯塔苏瓦克，历史上又称戈德港（丹麥語：Godhavn），是丹麦王国自治领格陵兰凯凯塔利克市镇的城镇和港口，位于格陵兰岛西海岸的迪斯科岛（凯凯塔苏瓦克岛）。始建于1773年，2020年人口为839人，该镇目前是哥本哈根大学北极站的所在地。

## 姊妹城市
- 冰島胡萨维克